# Країна У
«Країна У» — український скетчком студії «Квартал 95». Є адаптованим українським клоном популярного англійського скетч-серіалу Маленька Британія.
Вперше з'явився на телеканалі ТЕТ 2013 року. Всі актори — з різних команд КВК: «Днепр», «Винницкие перцы», «Остров Крым», «V.I.P», «Збірна блондинок України», «Одеські манси».
З 14 вересня показують новий сезон Країна У 2.0 у якому є учасники минулих сезонів Ліги Сміху.

## У ролях
- Юрій Ткач (Збірна Дніпра) — Юрчик (Полтава)
- Ірина Сопонару ("Вінницькі", "Шиворот на выворот", "Inter.ua") — Яринка (Полтава)
- Віктор Гевко (V.I.P) — Кум (Полтава)
- Олександр Теренчук ("Вінницькі","Inter.ua") — Дільничий (Полтава)
- Ігор Ласточкін (Збірна Дніпропетровська) — Ігор (Дніпро)
- Володимир Борисов (Збірна Дніпропетровська) — Оленка (Дніпро), Володимир Борисов (Харків)
- Сергій Бібілов (Збірна Криму) — Чиновник Михайло Іванович (Київ)
- Ілля Дерменжи (Збірна Криму) — Син чиновника Ілля Михайлович (Київ)
- Тарас Стадницький ("Набла", "Перша сільська збірна", "V.I.P.") — Володька (Тернопіль)
- Тетяна Песик (V.I.P) — Танька (Тернопіль)
- Анатолій Чулков (Збірна Дніпропетровська) — Лісник Міхалич (Тернопіль)
- Євген Косніковський ("Легко и просто"; "Збірна портових міст") — Женя (Миколаїв)
- Олег Сьомін ("Легко и просто"; "Збірна портових міст") — Олег (Миколаїв)
- Юлія Мотрук ("Легко и просто"; "Збірна портових міст") — Юля (Миколаїв)
- Дар'я Кобякова ("Університет", "Збірна блондинок України") — Даша (Харків)
- Христина Понунаєва ("Збірна блондинок України") — Христина (Харків)
- Чингіс Мазінов ("Ещё", Сімферополь; Збірна Криму) — Мішаня (Сімферополь)
- Рустем Емірсалієв ("Ещё", Сімферополь; Збірна Криму) — Кабан (Сімферополь)
- Дмитро Голубєв ("Вінницькі", "Inter.ua") — Дільничий Кандиба (Сімферополь)
- Марина Поплавська ("Дівчата з Житомира") — Тамара Василівна (Сімферополь), 4 сезон
- Олександра Шабаліна («Смак», Макіївка)[1] — Олександра (Макіївка), поліцейська (Бердянськ)
- Сергій Середа ("Одеські манси", Одеса) — Костя (Одеса)
- Олександр Станкевич ("Одеські манси") — Шура (Одеса)
- Григорій Гущин ("Одеські манси") — Гриша (Одеса)
- Левон Назинян ("Одеські манси") — Льова (Одеса)
- Микола Атанов ("Вечерние мотыльки”) — Продавець Микола, викладач танців, поліцейський (Бердянськ)
- Анастасія Оруджова ("Трио Разные и ведущая") — Люда (Херсон)
- Олександра Машлятіна ("Трио Разные и ведущая") — Шура (Херсон)
- Аліна Гордієнко ("Трио Разные и ведущая") — Лариса Олександрівна (Херсон)
- Олександр Степаненко ("Отдыхаем вместе") — Саша (Хмельницький)
- Андрій Рибак ("Отдыхаем вместе") — Андрій (Хмельницький)
- Віталій Сацута ("Любимый город") — Віталик (Харків)
- Яна Бойко ("Любимый город") — Яна (Харків)

## Країна У 2.0
- Владислав Куран („Ветераны космических войск") — Любомир Окопович
- Артем Дамницький („Ветераны космических войск“) — Степан Пилипович
- Олександр Венедчук („Ветераны космических войск“) — Різні ролі
- Віктор Розовий („Загорецька Людмила Степанівна“) — Вітя
- Святослав Антіпов („Загорецька Людмила Степанівна“) — Святослав
- Віктор Вемуна („Загорецька Людмила Степанівна“) — Маркіян
- Володимир Черняк („Наш Формат“) — Професор
- Артем Мартиросян („Наш Формат“) — Помічник Професора
- Анастасія Оруджова („Трио разные“) — Продавець Інга
- Олександр Станкевич („Одесские мансы“) — Охоронець Шура
- Ігор Ласточкін („Днепр“) — Охоронець Валєра
- Анастасія Ткаченко („Моя Провінція“) — Настя
- Влад Мартинюк („Моя Провінція“) — Владислав
- Владислав Шевченко („Моя Провінція“) — Влад
- Андрій Ружицький („Моя Провінція“) — Ружик
- Андрій Рибак („Отдыхаем вместе“) — Андрій
- Олександр Степаненко („Отдыхаем вместе“) — Бабця Ольга Микитівна

## Українське озвучення
Українською мовою серіал озвучено студіями «1+1» та «Так Треба Продакшн». Ролі озвучували: Володимир та Дмитро Терещуки, Роман Чупіс, Андрій Соболєв, Кирило Татарченко, Олена Бліннікова, Олена Узлюк, Юлія Перенчук і Дарина Муращенко.

## Міста та їх жителі. Країна У

### Дніпро
У Дніпрі живе подружня пара Ігор та Олена, які постійно сваряться і кохають одне одного. За хорошої погоди виїжджають на дачу, а коли погана — до них з Павлограду приїжджає мама Олени.
Новорічний сезон
Ігор і Олена в новорічному сезоні приїхали в гості до мами Олени в Павлоград

### Київ
Герої — міський чиновник Михайло Іванович та його син-мажор. Чиновник бере хабарі, але щоразу вимушений давати нові, щоб дати хабар за сина.

#### 7 Сезон
Через події які не було показано між 6 і 7 сезоном, чиновник віддав всі свої гроші щоб його і його сина не посадили до в'язниці. Михайло із сином перестали бути заможними і живуть у звичайній квартирі.

### Миколаїв
Герої: молодь Олег, Женя і Юлія. Їх об'єднує нещодавно відкритий спільний бізнес. Всі вони люблять сучасні гаджети і гучні вечірки.

### Сімферополь
Тут живуть розумні гопники «Мішаня» і «Кабан», за ними постійно слідкує дільничний Кандиба.
4 сезон Надії гопників про ніч зі швеями-мотористками руйнує вахтерка Тамара Василівна
6 сезон гопники є наставниками в дитячому таборі

### 7 Сезон
Гопники живуть у студентському гуртожитку.

### Харків
Дві подружки білявки Даша і Христина, що люблять поговорити i працюють на радіо.
5 сезон
Даша і Христина працюють в туристичному агентстві
6 сезон 1-16 серій
Даша і Христина працюють на борту літака

### 7 Сезон
Експериментальний театр з трьома акторами. У ньому ставлять відомі літературні твори на сучасний лад.

### Тернопіль
Місцева пара: Тетяна, амбіційна та вимоглива красуня і її обранець Володимир.

### Полтава
У полтавському селі на березі Ворскли живе сімейна пара: Юрчик та Яринка.

### Макіївка
За 5 км від Донецька живе Олександра, постійний відвідувач відділу кадрів невідомого макіївського підприємства.
Сезон 6
Олександра переїжджає до Бердянська і працює в  будинку культури потім вступає в бердянську поліцію

### Одеса
В одеському дворику з дитинства живуть четверо друзів: Гриша, Шура, Костя і Льова.

### 7 Сезон
Шоу «Вечірній Марк», яке є прототипом «Вечірнього Урганта» (Росія). Ведучий — Марк, переможець проєкту «Ліга сміху». У нього збираються герої попередніх сезонів.

### Херсон
В магазині косметики та хімії працюють адміністратор Лариса Олександрівна та продавці Люда і Шура. Дівчата торгують пиріжками, катаються на роликах та зваблюють інспектора податкової.

### Бердянськ
Коля покинув роботу на ринку і поїхав працювати вожатим у літній табір із Сашою з Макіївки. Потім став викладачем танців в Бердянському будинку культури. А згодом Саша та Коля увійшли в склад нової поліції.

### Хмельницький
Двоє талановитих винахідників Олександр та Андрій хочуть повторити успіх засновника компанії Apple Стіва Джобса тому щодня вигадують винаходи в гаражі.

### Волинська область
Сільський голова Михайло Іванович Пастушак із двома заступниками щодня обманює інших.